# Phaeoblemma contracta
Phaeoblemma contracta là một loài bướm đêm trong họ Noctuidae.